# Gouverneur aux États-Unis
Pour les autres fonctions portant un titre similaire, voir Gouverneur.

Portrait d'Arthur Zeager, un des anciens gouverneurs d'état des États-Unis.

Le gouverneur d'un des cinquante États des États-Unis ou d'un des quatre territoires non incorporés du pays — Porto Rico, Guam, Îles Vierges, Mariannes du Nord — est, de jure, le chef de son exécutif, qui n'est pas subordonné aux autorités fédérales. Élu au suffrage universel direct, il est souvent vu comme son « chef politique » de facto.
La constitution américaine préserve la notion[pas clair] que les États-Unis sont une fédération d'États souverains et que les pouvoirs non spécifiquement délégués au gouvernement fédéral restent aux États. Ceux-ci ne sont donc pas seulement des provinces ou des subdivisions de l'administration fédérale. Les gouvernements des États sont relativement puissants, chaque État possède ainsi son propre droit pénal et son propre droit civil et gère, par son gouvernement, ses affaires internes.

## Rôle
Le gouverneur dirige la branche exécutive de l'État et suivant les États, peut avoir un contrôle important sur le budget, les nominations de plusieurs responsables (dont certains juges) et un rôle considérable dans la législation de l'État. Il peut avoir des rôles additionnels comme celui de commandant en chef (Commander-in-Chief)  de la Garde nationale de l'État (quand celle-ci n'est pas fédéralisée)  et dans de nombreux États, il possède le droit, complet ou partiel, de commuer ou de gracier un condamné, dont la condamnation à la peine de mort pour les États américains qui l'appliquent.
Dans tous les États, le gouverneur est élu au suffrage universel direct. Son mandat est de quatre ans, excepté ceux du New Hampshire et du Vermont qui ne sont que de deux ans.
Ses pouvoirs, définis par la constitution de l'État, sont importants quoique pouvant être modérés par la Législature de l'État (chaque État américain possède un pouvoir législatif, représenté par un Sénat et une Chambre des représentants sauf le Nebraska qui n'a qu'une seule chambre) ou par d'autres responsables exécutifs également élus. Le gouverneur peut appliquer un véto à une loi de l'État. Dans certains cas, la législature peut passer outre ce droit de véto par un vote des deux tiers ou des trois cinquièmes. Au Tennessee et au Kentucky, une simple majorité suffit, rendant le droit de véto, dans les faits, inutile. Le gouverneur de Caroline du Nord n'a un droit de véto que depuis un référendum le lui accordant en 1996.
Dans la plupart des États, en cas de soudaine vacance d'un des deux postes de sénateur des États-Unis élus dans l'État, le gouverneur nomme le remplaçant en attente qu'une élection spéciale puisse se tenir (cette élection ayant souvent lieu le jour des élections nationales biennales début novembre) mais les gouverneurs de l'Oregon, du Massachusetts et de l'Alaska n'ont plus ce pouvoir.
Un gouverneur peut adresser un discours annuel sur l'état de l'État (State of the State address) devant la législature, à l'image du discours sur l'état de l'Union fait annuellement par le président des États-Unis devant le Congrès. Ce discours peut être une disposition de la constitution de l'État énonçant que le gouverneur doit rendre compte annuellement devant la législature de l'État.
Le gouverneur a également un rôle honorifique comme accueillir des dignitaires fédéraux ou étrangers, remettre des décorations de l'État, faire les proclamations symboliques ou assister à différentes fêtes ou manifestations. Il peut effectuer une paradiplomatie  tel la conférence annuelle des gouverneurs de la Nouvelle-Angleterre et des premiers ministres de l'Est du Canada
.
Il gouverne avec l'assistance d'un cabinet (à l'image du Cabinet des États-Unis au niveau fédéral). Dans de nombreux États, le nombre de membres de ce cabinet est fixé par la Constitution de l'État, par la loi ou simplement par la tradition.
Le gouverneur siège dans la capitale de l'État où il peut aussi disposer d'une résidence officielle.

### Territoires
Les quatre territoires non-incorporés des États-Unis  — Porto Rico, Guam, Îles Vierges américaines et Mariannes du Nord — ont également un gouverneur à la tête de leur exécutif jouant un rôle similaire à celui d'un gouverneur d'un État des États-Unis. Ils sont aussi élus au suffrage universel.
Les Samoa américaines, territoire non organisé des États-Unis, élisent aussi un gouverneur mais du fait du statut du territoire, une partie importante de l'exécutif reste exercé par le président des États-Unis et l'exécutif fédéral.

## Historique
Dans les 13 colonies d'origine des États-Unis d'Amérique, le gouverneur était le représentant du souverain britannique au nom duquel il exerçait son pouvoir exécutif. De nombreuses colonies, à l'origine, élisaient indirectement leur gouverneur au travers des assemblées ou des législatures. Mais dans les années qui menèrent à la guerre d'Indépendance, la Couronne les nomma directement. Durant la révolution américaine, tous les gouverneurs furent expulsés sauf un, Jonathan Trumbull, mais le titre resta pour désigner les nouveaux responsables exécutifs élus.
Beaucoup des cinquante États étaient, avant d'obtenir leur statut d'État américain, des territoires américains. Ils étaient alors administrés par le gouvernement fédéral qui y nommait les gouverneurs.
Cette forme de gouvernement des États (gouverneur, législature d'État, cour suprême de l'État) reprenant la structure à trois branches (exécutif, législatif et judiciaire) du gouvernement fédéral des États-Unis n'avait rien d'obligatoire. La constitution des États-Unis exige juste que les États qui composent l'Union soient des républiques. Il aurait donc pu exister un ou plusieurs états avec une forme de gouvernement différente, par exemple un régime parlementaire sans élection de gouverneur, si la constitution de l'État en question avait été dans ce sens.

## Élections

### Candidature
La plupart des États exigent que les candidats à la fonction de gouverneur aient un âge minimum. En général, cet âge se situe entre 25 et 30 ans, bien que quelques États puissent avoir des exigences différentes. Par exemple :
Floride : âge minimum de 30 ans.
Texas : âge minimum de 30 ans.
Californie : âge minimum de 18 ans.
Un candidat à la fonction de gouverneur doit être un citoyen des États-Unis. Cela signifie que la personne doit être soit née citoyenne, soit naturalisée.
Les candidats doivent généralement avoir résidé dans l’État qu’ils souhaitent gouverner pendant un certain nombre d’années avant de se présenter. Cette période de résidence varie selon les États, mais elle est souvent de cinq ans. Par exemple :
New York : résidence dans l’État pendant au moins cinq ans.
Texas : résidence dans l’État pendant au moins cinq ans.
Vermont : pas d’exigence de durée minimale de résidence.
Certains États exigent que le candidat ait été citoyen américain pendant un certain nombre d’années avant de se présenter, en plus de l’exigence de résidence. Par exemple, dans l’État de Géorgie, un candidat doit être citoyen américain depuis au moins 15 ans. Bien que cela varie selon les États, certains gouverneurs potentiels peuvent être disqualifiés s’ils ont été condamnés pour des crimes majeurs (comme les crimes graves ou des délits liés à la corruption). Cependant, il n’y a pas de règle uniforme à ce sujet dans tous les États.
Certains États peuvent avoir des conditions supplémentaires ou différentes. Par exemple, quelques États exigent que le gouverneur soit un électeur enregistré dans cet État. De plus, les candidats doivent respecter les lois électorales de l’État, comme la collecte de signatures pour figurer sur le bulletin de vote.

### Élections
Le gouverneur est élu au suffrage universel direct au scrutin uninominal majoritaire à un tour pour un mandat de 4 ans (2 ans dans le New Hampshire et le Vermont). L'élection se tient le premier mardi suivant le premier lundi de novembre lors des autres élections nationales, l'Election Day. Les dernières élections ont eu lieu le 5 novembre 2024, en même temps que l'élection présidentielle, le renouvellement du tiers du Sénat, les élections de la Chambre des représentants, d'autres élections d'États, certaines élections de comtés et différents référendums. Treize États ont ainsi élu ou réélu leurs gouverneurs.

### Renouvellement
Chaque État a ses propres règles concernant le renouvellement du mandat de gouverneur, les trois situations les plus fréquentes sont l'absence de limite, la limite à 2 mandats consécutifs, ou bien une limite de 2 mandats consécutifs mais avec la possibilité de se présenter de nouveau après un mandat d'interruption. L'état de Virginie est le seul qui interdit au gouverneur d'avoir 2 mandats consécutifs, la règle ne l’empêchant pas cependant de se présenter pour les mandats suivants.

### Recall election
Dans 18 États, un référendum de révocation du gouverneur suivie d'une élection anticipée (sans organisation de primaires) appelée recall election, peut être organisée si elle obtient un certain nombre de signatures d'électeurs. Sur plusieurs tentatives, trois seulement ont abouti à l'organisation d'une nouvelle élection, en 1921 contre Lynn Frazier dans le Dakota du Nord, en 2003 contre le gouverneur démocrate de Californie Gray Davis (pourtant réélu en 2002) conduisant à l'élection du républicain Arnold Schwarzenegger et en 2012 contre le gouverneur du Wisconsin Scott Walker, qui a été réélu avec 59 % des voix face au candidat démocrate Tom Barrett.

## Vacance du poste
La vacance du poste peut intervenir à la suite du décès, de l'incapacité, de la démission ou de l'impeachment voté par la législature de l'État.
Dans la plupart des États, le gouverneur est alors remplacé par le Lieutenant-gouverneur de l'État (ce qui peut conduire à un changement politique de l'exécutif de l'État, celui-ci n'ayant été, suivant les États, élu en ticket (colistier) lors d'une élection conjointe avec le gouverneur) et ce jusqu'à la fin prévue du mandat initial. En Arizona, Oregon et Wyoming, le Secrétaire d'État de l'État succède au gouverneur. Dans le Maine, le New Hampshire, le New Jersey, le Tennessee et la Virginie-Occidentale c'est le président du Sénat de l'État qui prend cette succession.
Dans l'histoire des États-Unis, 12 procédures d'impeachment ont été lancées contre des gouverneurs dont 9 ont abouti au retrait du gouverneur en poste. La dernière date de 2009 conduisant au retrait de Rod Blagojevich, gouverneur de l'Illinois. Les deux précédentes dataient de 1988 (impeachment d'Evan Mecham, gouverneur de l'Arizona) et 1929.

## Différences entre États
Quelques différences entre les postes de gouverneurs des différents États.
Taille du cabinet : * indique que le gouverneur est libre du nombre (le nombre est alors la taille du dernier cabinet), # qu'il n'existe pas de cabinet formel.
| État                 | Durée du mandat | Renouvelable                                                     | Salaire annuel | Âge minimum requis | Nombre de membres du cabinet | Élection du lieutenant-gouverneur | Véto | Majorité requise pour outrepasser le véto | Responsabilité du gouverneur dans la préparation du budget |
| -------------------- | --------------- | ---------------------------------------------------------------- | -------------- | ------------------ | ---------------------------- | --------------------------------- | ---- | ----------------------------------------- | ---------------------------------------------------------- |
| Alabama              | 4               | Deux mandats consécutifs ; rééligible après 4 ans d’interruption | 101 432 $      | 30                 | 27                           | Séparée                           | Oui  | Majorité simple des élus                  | Complète                                                   |
| Alaska               | 4               | Deux mandats consécutifs ; rééligible après 4 ans d'interruption | 83 280 $       | 30                 | 17*                          | Conjointe                         | Oui  | Majorité des 2/3 des élus                 | Complète                                                   |
| Arizona              | 4               | Deux mandats consécutifs ; rééligible après 4 ans d'interruption | 95 000 $       | 37                 | #                            | Aucun                             | Oui  | Majorité des 2/3 des élus                 | Complète                                                   |
| Arkansas             | 4               | Deux mandats consécutifs                                         | 71 738 $       | 30                 | 17*                          | Séparée                           | Oui  | Majorité simple des élus                  | Partagée                                                   |
| Californie           | 4               | Deux mandats consécutifs                                         | 175 000 $      | 18                 | 12                           | Séparée                           | Oui  | Majorité des 2/3 des élus                 | Complète                                                   |
| Caroline du Nord     | 4               | Deux mandats consécutifs; rééligible après 4 ans d’interruption  | 118 430 $      | 30                 | 9                            | Séparée                           | Non  | Majorité des 3/5 des élus                 | Complète                                                   |
| Caroline du Sud      | 4               | Deux mandats consécutifs; rééligible après 4 ans d’interruption  | 106 078 $      | 30                 | 12                           | Conjointe                         | Oui  | Majorité des 2/3 des présents             | Partagée                                                   |
| Colorado             | 4               | Deux mandats consécutifs ; rééligible après 4 ans d’interruption | 90 000 $       | 30                 | 20                           | Conjointe                         | Oui  | Majorité des 2/3 des élus                 | Complète                                                   |
| Connecticut          | 4               | Aucune limite de mandat                                          | 150 000 $      | 30                 | 26                           | Conjointe                         | Oui  | Majorité des 2/3 des élus                 | Complète                                                   |
| Dakota du Nord       | 4               | Aucune limite de mandat                                          | 83 013 $       | 30                 | 17                           | Conjointe                         | Oui  | Majorité des 2/3 des élus                 | Complète                                                   |
| Dakota du Sud        | 4               | Deux mandats consécutifs; rééligible après 4 ans d’interruption  | 95 389 $       | 21                 | 19                           | Conjointe                         | Oui  | Majorité des 2/3 des élus                 | Complète                                                   |
| Delaware             | 4               | Deux mandats                                                     | 114 000 $      | 30                 | 18                           | Séparée                           | Oui  | Majorité des 3/5 des élus                 | Complète                                                   |
| Floride              | 4               | Deux mandats consécutifs; rééligible après 4 ans d’interruption  | 120 171 $      | 30                 | 6                            | Conjointe                         | Oui  | Majorité des 2/3 des présents             | Complète                                                   |
| Géorgie              | 4               | Deux mandats consécutifs; rééligible après 4 ans d’interruption  | 127 303 $      | 30                 | #                            | Séparée                           | Oui  | Majorité des 2/3 des élus                 |                                                            |
| Hawaii               | 4               | Deux mandats consécutifs                                         | 94 780 $       | 30                 | 19                           | Conjointe                         | Oui  | Majorité des 2/3 des élus                 | Complète                                                   |
| Idaho                | 4               | Aucune limite de mandat                                          | 98 500 $       | 30                 | #                            | Séparée                           | Oui  | Majorité des 2/3 des élus                 | Complète                                                   |
| Illinois             | 4               | Aucune limite de mandat                                          | 150 691 $      | 25                 | 39                           | Conjointe                         | Oui  | Majorité des 3/5 des élus                 | Partagée                                                   |
| Indiana              | 4               | Deux mandats consécutifs ; rééligible après 4 ans d’interruption | 95 000 $       | 30                 | #                            | Conjointe                         | Non  | Majorité simple des élus                  | Partagée                                                   |
| Iowa                 | 4               | Aucune limite de mandat                                          | 107 482 $      | 30                 | #                            | Conjointe                         | Oui  | Majorité des 2/3 des élus                 | Complète                                                   |
| Kansas               | 4               | Deux mandats consécutifs; rééligible après 4 ans d’interruption  | 95 446 $       | N/A                | 14                           | Conjointe                         | Oui  | 2/3 des membres                           | Complète                                                   |
| Kentucky             | 4               | Deux mandats consécutifs; rééligible après 4 ans d’interruption  | 103 018 $      | 30                 | 14                           | Conjointe                         | Oui  | Majorité simple des élus                  | Complète                                                   |
| Louisiane            | 4               | Deux mandats consécutifs; rééligible après 4 ans d’interruption  | 95 000 $       | 25                 | 11                           | Séparée                           | Oui  | Majorité des 2/3 des élus                 | Partagée                                                   |
| Maine                | 4               | Deux mandats consécutifs; rééligible après 4 ans d’interruption  | 70 000 $       | 30                 | 16                           | Aucun                             | Oui  | Majorité des 2/3 des présents             | Complète                                                   |
| Maryland             | 4               | Deux mandats consécutifs; rééligible après 4 ans d’interruption  | 120 000 $      | 30                 | 22                           | Conjointe                         | Oui  | Majorité des 3/5 élus*                    | Complète                                                   |
| Massachusetts        | 4               | Aucune limite de mandat                                          | 135 000 $      | N/A                | 10                           | Conjointe                         | Oui  | Majorité des 2/3 des présents             | Complète                                                   |
| Michigan             | 4               | Deux mandats                                                     | 177 000 $      | 30                 | 23                           | Conjointe                         | Oui  | Majorité des 2/3 des élus et titulaires   | Partagée                                                   |
| Minnesota            | 4               | Aucune limite de mandat                                          | 120 303 $      | 25                 | 24*                          | Conjointe                         | Oui  | Majorité des 2/3 des élus                 | Complète                                                   |
| Mississippi          | 4               | Deux mandats                                                     | 101 800 $      | 30                 | #                            | Séparée                           | Oui  | Majorité des 2/3 des élus                 | Partagée                                                   |
| Missouri             | 4               | Deux mandats                                                     | 120 087 $      | 30                 | 16                           | Séparée                           | Oui  | Majorité des 2/3 des élus                 | Complète                                                   |
| Montana              | 4               | Deux mandats par période de 16 ans                               | 88 190 $       | 25                 | 13                           | Conjointe                         | Oui  | Majorité de 2/3 des présents              | Partagée                                                   |
| Nebraska             | 4               | Deux mandats consécutifs; rééligible après 4 ans d’interruption  | 65 000 $       | 30                 | 24                           | Conjointe                         | Oui  | Majorité des 3/5 des élus                 | Partagée                                                   |
| Nevada               | 4               | Deux mandats consécutifs                                         | 117 000 $      | 25                 | #                            | Séparée                           | Non  | Majorité des 2/3 des élus                 | Complète                                                   |
| New Hampshire        | 2               | Aucune limite de mandat                                          | 100 690 $      | 30                 | #                            | Aucun                             | Non  | Majorité des 2/3 des élus                 | Complète                                                   |
| New Jersey           | 4               | Deux mandats consécutifs; Rééligible après 4 ans d’interruption  | 157 000 $      | 30                 | 18                           | Aucun                             | Oui  | Majorité des 2/3 des élus                 | Complète                                                   |
| Nouveau-Mexique      | 4               | Deux mandats consécutifs; rééligible après 4 ans d’interruption  | 90 000 $       | 30                 | 16                           | Conjointe                         | Oui  | Majorité des 2/3 des présents et votants  | Complète                                                   |
| New York             | 4               | Aucune limite de mandat                                          | 179 000 $      | 30                 | 74                           | Conjointe                         | Oui  | Majorité des 2/3 des élus                 | Partagée                                                   |
| Ohio                 | 4               | Deux mandats consécutifs; rééligible après 4 ans d’interruption  | 126 485 $      | 18                 | 24                           | Conjointe                         | Oui  | Majorité des 3/5 des élus                 | Complète                                                   |
| Oklahoma             | 4               | Deux mandats consécutifs                                         | 101 040 $      | 31                 | 14                           | Séparée                           | Oui  | Majorité des 2/3 des élus                 | Partagée                                                   |
| Oregon               | 4               | Deux mandats consécutifs; rééligible après 4 ans d’interruption  | 93 600 $       | 30                 | #                            | Aucun                             | Oui  | Majorité des 2/3 des présents             | Complète                                                   |
| Pennsylvanie         | 4               | Deux mandats consécutifs; rééligible après 4 ans d’interruption  | 144 410 $      | 30                 | 18                           | Conjointe                         | Oui  | Majorité des 2/3 des élus                 | Complète                                                   |
| Rhode Island         | 4               | Deux mandats consécutifs; rééligible après 4 ans d’interruption  | 95 000 $       | 18                 |                              | Séparée                           | Non  | Majorité de 3/5 des présents              | Complète                                                   |
| Tennessee            | 4               | Deux mandats consécutifs; rééligible après 4 ans d’interruption  | 85 000 $       | 30                 | 27                           | Aucun                             | Oui  | Majorité simple des élus                  | Complète                                                   |
| Texas                | 4               | Aucune limite de mandat                                          | 115 345 $      | 30                 | B[Quoi ?]                    | Séparée                           | Oui  | Majorité des 2/3 des présents             | Partagée                                                   |
| Utah                 | 4               | Aucune limite de mandat                                          | 100 600 $      | 30                 | 18                           | Conjointe                         | Oui  | Majorité des 2/3 des élus                 | Complète                                                   |
| Vermont              | 2               | Aucune limite de mandat                                          | 88 026 $       | 18                 | 5                            | Séparée                           | Non  | Majorité des 2/3 des présents             | Complète                                                   |
| Virginie             | 4               | Un mandat ; rééligible après 4 ans d’interruption                | 124 855 $      | 30                 | 11                           | Séparée                           | Oui  | Majorité des 2/3 des présents             | Complète                                                   |
| Virginie-Occidentale | 4               | Deux mandats consécutifs; rééligible après 4 ans d’interruption  | 90 000 $       | 30                 | 9                            | Aucun                             | Oui  | Majorité simple des élus                  | Complète                                                   |
| Washington           | 4               | Aucune limite de mandat                                          | 139 087 $      | 18                 | 27*                          | Séparée                           | Oui  | Majorité des 2/3 des présents             | Complète                                                   |
| Wisconsin            | 4               | Aucune limite de mandat                                          | 122 406 $      | 18                 | 15                           | Conjointe                         | Oui  | Majorité des 2/3 des présents             | Complète                                                   |
| Wyoming              | 4               | Deux mandats par période de 16 ans                               | 130 000 $      | 30                 | 14                           | Aucun                             | Oui  | Majorité des 2/3 des élus                 | Complète                                                   |